# Isao Yoneda
Isao Yoneda (japanisch 米田 功 Yoneda Isao; * 20. August 1977 in Hamburg, Deutschland) ist ein ehemaliger japanischer Kunstturner.

## Karriere
Yoneda studierte an der Juntendō-Universität und gehörte ab Ende der 1990er-Jahre zur japanischen Nationalmannschaft. Bei den Asienspielen 1998 in Bangkok gewann er mit dem Team die Bronzemedaille im Mannschaftsmehrkampf. 2001 folgte Silber mit der japanischen Mannschaft bei der Universiade.
Seinen größten sportlichen Erfolg feierte Yoneda bei den Olympischen Spielen 2004 in Athen: Er gewann mit der japanischen Mannschaft die Goldmedaille im Mannschaftsmehrkampf. Im Einzelmehrkampf belegte er Platz 11, am Reck sicherte er sich zudem die Bronzemedaille.
Nach seinem Karriereende im Jahr 2008 war Yoneda als Trainer tätig. Ab 2016 nahm er ein Studium an der University of Massachusetts auf.